# House
A house zene egy elektronikus zenei műfaj, amelyet négy negyedes ritmus, illetve 120 és 130 BPM közötti tempó jellemez. A műfajt az 1980-as években hozták létre Chicago underground zenei kultúrájának DJ-jei, amikor a szubkultúrához tartozó DJ-k elkezdtek disco daloknak mechanikusabb lüktetést és mélyebb basszust adni.
A műfaj úttörői főleg Chicagóból és New Yorkból származó DJ-k voltak: Frankie Knuckles, Larry Levan, Ron Hardy, Jesse Saunders, Chip E., Steve Hurley, Farley "Jackmaster" Funk, Mr. Fingers, Marshall Jefferson, Phuture és sokan mások. A műfaj gyökerét az afroamerikai LMBT kultúra jelenti, de a house azóta már a mainstream részévé vált. A chicagói helyi klub és rádiós színtérről indulva a műfaj nemzetközi terjeszkedésbe kezdett: eljutott Londonba és más amerikai városokba is, úgy mint New York és Detroit, azóta pedig jelenléte globálissá vált. A house-ból számos alműfaj alakult ki, például az acid house, a deep house, a hip house, a ghetto house, a progressive house, a tech house, az electro house, a future house és sok másik.
A house nagy hatást gyakorolt a pop zenére, különösen a dance műfajra. Olyan világhírű popzenészek vették fel a műfaj stílusjegyeit, mint Janet Jackson, Madonna és Kylie Minogue, de saját jogán is számos slágert adott a mainstreamnek. Ilyen például Lil Louis French Kiss című száma (1989), Robin S.-től a Show Me Love (1992), vagy a Push the Feeling On a Nightcrawlerstől (1992/1995). Számos house producer remixeli pop előadók dalait. Napjainkban a house azzal együtt is népszerű rádiós és klub jelenség, hogy továbbra is világszerte megtalálható az underground szcénákban.

## Ismertebb előadók
- Afrojack
- Carl Cox
- Daft Punk
- David Guetta
- David Morales
- Deadmau5
- Eric Morillo
- FatBoySlim
- Fedde Le Grand
- Frankie Knuckles
- Hardwell
- Ian Pooley
- Kenny Dope
- Kygo
- Lexicon Avenue
- Little Louie Vega
- Marshall Jefferson
- Maya Jane Coles
- Miguel Migs
- Modjo
- Nervo
- Oliver Heldens
- Peace Divison
- R3HAB
- Robbie Rivera
- Ron Hardy
- St Etienne
- Steve Lawler
- Swedish House Maffia
- TJR
- Tod Terry
- UMEK
- Ummet Ozcan

## Története
A diszkó, electro, funk, synthpop és az R&B stílus leszármazottja. Tipikus hangszerei a szintetizátor, dobgép, sequencer, sampler. Az első, kifejezetten house zenét játszó klub Chicagóban jelent meg Music Box néven. Nagy-Britanniában a műfaj fellendülése 1988 nyarán indult meg, ezt az eseményt azóta a Szerelem Nyarának (Summer Of Love) titulálják. Ez volt az első olyan rendezvény amelyen e stílusba tartozó zenék szólaltak meg a nagy nyilvánosság előtt.
Később  ebből a műfajból alakult ki a rave nevű stílus.
A house zene indulása egy elég látványos eseményhez köthető. 1979. július 12-én a Chicago White Sox otthonában, a Comiskey Parkban a baseball mérkőzés szünetében Steve Dahl elégette a diszkólemezeit. Ez volt a Disco Demolition Night. A diszkózene világot meghódító útja ezzel látványosan véget ért. Chicagóban és New Yorkban működött két olyan klub (Chicago Warehouse, New York Paradise Garage) amely áttörte az addigi faji és szexuális, begyepesedett korlátokat. Ez a zene mindenkit egyformán vonzott.
A Chicago Warehouseban (egyszerű nevén "house"-ban) egy Frankie Knuckles nevű, legendás hírű lemezlovas egy személyben történelmet teremtett azáltal, hogy korai elektronikus zenéket, new wave muzsikákat, disco-t és soult is a repertoárjában tartott egész éjszaka átívelő szettjeiben. Ekkor jött létre, s innen ered a house zene. A New York Paradise Garageban egy bizonyos Larry Levan, illetve a közönsége szintúgy eklektikus, ám egy fokkal lassabb, nyugodtabb hangzást favorizált. Innen ered a garage zene. Ez a két klub volt az a hely, ahol nem csak a feketék, vagy csak fehérek, csak heteroszexuálisok vagy csak homoszexuálisok szórakozhattak.
Nem sokkal később a rave parties-acid house Nagy-Britanniában jelent meg. A house az egyik legkönnyedebb táncos technostílusnak számít (a művek közepes tempójúak – 120–130 bpm), mely némely előadó esetében közel áll a hiphophoz, vagy napjaink diszkózenéjének az angolszászok által dance-floornak nevezett irányához. Eleinte a house zene a melegek körében volt igen népszerű. 1986 körül kezdett nagyobb népszerűségnek örvendeni, bár Chicagóban még mindig inkább a feketék zenéje maradt. Nem csak az amerikai zene alapozta meg a house zene irányvonalait. Az európai zenék, mint például a Depeche Mode elektronikus popzenéje, vagy a Soft Cell és a leginkább a diszkóhangzásra épülő Giorgio Moroder, Klein and MBO és számos olasz csapat is nagyon népszerű volt mind New Yorkban, mind Chicagóban.

## Válfajai
A house zene első tömegeket mozgató válfaja az acid house volt, amely Európában először 1988-ban Angliába tört be és vált a fiatalok kultúráját meghatározó zenévé. 1989 nyarára az acid house megmozdulásokat felváltották a nagy rave fesztiválok. Ma már inkább a pszichedélikus történelemhez tartozó acid house erősen kiemeli a hangszerszólamok kígyóvonalait, vidám vokáljaival és soul & western stílusú „pianóival” a happy house, a dobgépek nyújtotta lehetőségeket valamivel jobban kiaknázó és samplingelt ritmusokat is felhasználó breakbeat, vagy a legrafináltabb, meglepetésekkel és váratlan zenei képzettársításokkal teli progressive stílus, amely főleg az Államok nyugati partjának underground zenészei körében népszerű. A house végletekig leegyszerűsített, amerikai változata, melyet garage-nak hívnak, olyan kész, egymáshoz a megtévesztésig hasonló ritmikai és hangzásbeli alapokat hoz létre, melyekre a DJ-nek kell élőben rákevernie a valódi zenei tartalmat.

## Változatai
A house műfaj gyűjtőfogalom, számos stílust foglal magába. Ezen kezdeti stílusokból ma már számos irányzat önálló életet él. Ilyen például a progresszív, és a deep is. Ezeken kívül léteznek még a Tech house, az Electro house, a Big room house, a Future house, a Tropical house és a Hard house stílusok is.

## Külső hivatkozások
- Only Music Radio
- Only House Music